# Pandolfo II Malatesta
Pandolfo II Malatesta (1325 – gennaio 1373) è stato un condottiero italiano.

## Biografia
Figlio primogenito di Malatesta III Malatesta detto Guastafamiglia, nacque nel 1325. Nel 1347 fu podestà di Pesaro, di cui tenne il governo finché visse.
Durante la guerra fatta dalla sua famiglia contro la Chiesa combatté per il possesso della Marca di Ancona.
Servì Galeazzo Visconti come capitano di cavalleria e combatté contro le milizie di Carlo IV, contribuendo alla vittoria milanese di Margotto sul Ticino. Nel 1356 guidò l'esercito visconteo nel primo, e sfortunato, assedio di Pavia. Ebbe quindi la piena fiducia di Galeazzo, ma Bernabò, che divideva la signoria con il fratello, lo odiò tanto che giunse fino a farlo legare e ad ordinare che fosse decapitato. Galeazzo lo salvò e lo rimandò a Pesaro. Qui seguì il cardinale Egidio Albornoz. Fu all'assedio di Cesena e costrinse Maria degli Ordelaffi a capitolare.
Nel 1358 fu capitano di guerra dei fiorentini per combattere le bande dei soldati di ventura, che costrinse a lasciare il territorio senza spargimento di sangue. I fiorentini per questo fatto lo onorarono, e nel 1366, allorché strinse alleanza con Siena, Arezzo e Cortona, di cui era signore Bartolomeo Casali, vollero che Pandolfo fosse capitano dell'esercito collegato.
Servì poi il cardinale Albornoz contro Bernabò Visconti, sottomise i castelli di Corinaldo, Boscareto e Montenovo (oggi Ostra Vetere), che si erano ribellati alla Chiesa, saccheggiandoli e distruggendoli. Combatté Bernabò fino alla pace del 1363. Tornò quindi al servizio dei fiorentini nella guerra contro i pisani. Frattanto si propose di ottenere la signoria di Firenze, e a tale scopo cominciò ad agire in modo da mettere la repubblica in gravi difficoltà, affinché disperando di ogni altro aiuto, a lui dessero il governo della città. Firenze, minacciata dai nemici, offrì a Pandolfo il comando generale delle sue milizie, questi accettò a patto di avere autorità suprema su tutta la città. Consigliata da Simone Peruzzi, Firenze rifiutò. Pandolfo accettò ugualmente la carica, fortificò le mura, ma permise che i nemici rovinassero il Chianti e il Casentino e si avvicinassero a Firenze. Rampognato per la sua condotta, nel 1364 si avanzò nel Mugello, fortificò Borgo San Lorenzo e impedì ai pisani di passare oltre, ma non volle o forse non poté tagliare a loro la ritirata. Venne congedato dalla signoria e, per quanto cercasse di giustificare la sua condotta, fu rimandato a Pesaro. Da allora non prese parte ad altre imprese di guerra e si diede all'amministrazione di Pesaro.
Fu amico di Francesco Petrarca da cui ricette una copia manoscritta del Rerum Vulgariam Fragmenta conservato alla Laurenziana di Firenze.
Fece testamento l'11 ottobre 1372 e morì nel gennaio 1373.

## Discendenza
Sposò in prime nozze Lapa (Puppa) Francesca (?-estate 1362), figlia di Bernardo Bulgarelli dei conti di Marsciano, a cui era stato promesso nel 1331. Non si ha notizia di figli nati da queste nozze.
Sposò in seconde nozze poco dopo l'11 settembre 1362 Paola Orsini (?-6 febbraio 1371), figlia di Bertoldo (1295 ca.-1353) dalla quale ebbe tre figli:
- Elisabetta o Isabetta (c.1363-prima del 1400), sposò Rodolfo III da Varano
- Paola Bianca (1366-1398), sposò Sinibaldo Ordelaffi di Forlì e poi Pandolfo III Malatesta, suo cugino
- Malatesta (1370-1429), suo successore

Ebbe anche tre figli naturali, Andriola, Giovanni e Francesco.